# Дефорест (Висконсин)
Дефорест (енгл. DeForest) град је у америчкој савезној држави Висконсин.

## Демографија
По попису из 2010. године број становника је 8.936, што је 1.568 (21,3%) становника више него 2000. године.
| Група             | 2000.         | 2010.         |
| Белци             | 6.935 (94,1%) | 8.144 (91,1%) |
| Афроамериканци    | 109 (1,5%)    | 184 (2,1%)    |
| Азијати           | 50 (0,7%)     | 134 (1,5%)    |
| Хиспаноамериканци | 161 (2,2%)    | 325 (3,6%)    |
| Укупно            | 7.368         | 8.936         |